# Kitzen (Pegau)
Kitzen ist ein Ortsteil der Stadt Pegau im Landkreis Leipzig in Sachsen. Vor dem 1. Januar 2012 war Kitzen eine eigenständige Gemeinde.

## Geographie

Kitzen und die eingemeindeten Dörfer auf einer Karte von 1906

### Lage
Kitzen liegt in der Leipziger Tieflandsbucht, am Rande des Leipziger Neuseenlandes und an der Grenze zu Sachsen-Anhalt. Das Zentrum des Ortes befindet sich etwa 17 km südwestlich von der Innenstadt von Leipzig und 18 km östlich von Weißenfels.
Die Ortschaft wurde im Süden von einem schon gefluteten Tagebaurestloch begrenzt. Östlich befand sich der Zwenkauer Tagebau. Dieser wurde 1999 aufgelassen. Hier entstand der Zwenkauer See, der 2015 zur touristischen Nutzung freigegeben wurde. Die Nachbarorte sind im Norden Markranstädt, im Osten Leipzig und Zwenkau und im Süden Pegau. Im Westen verläuft die Grenze zu Sachsen-Anhalt. Die westlichen Ortsteile lagen etwa 10 bis 15 Meter über dem Niveau der übrigen, die sich auf der Höhe der breiten Elsteraue befinden.
Durch das ehemalige Gemeindegebiet zieht sich der von Crossen nach Lützen und weiter nach Bad Dürrenberg bzw. Wallendorf verlaufende Elsterfloßgraben, der ab dem 16. Jahrhundert zum Holztransport vom Vogtland in den Merseburger und Leipziger Raum diente.

### Verkehr
Durch das ehemalige Gemeindegebiet Kitzens verläuft die Autobahn A 38. Sie ist über die Anschlussstelle Leipzig-Südwest zu erreichen. Die B 186, im Tal der Weißen Elster, führt östlich an der Gemeinde vorbei.

### Ortsteile
Die zwölf Ortsteile von Kitzen sind
- Kitzen
- Hohenlohe

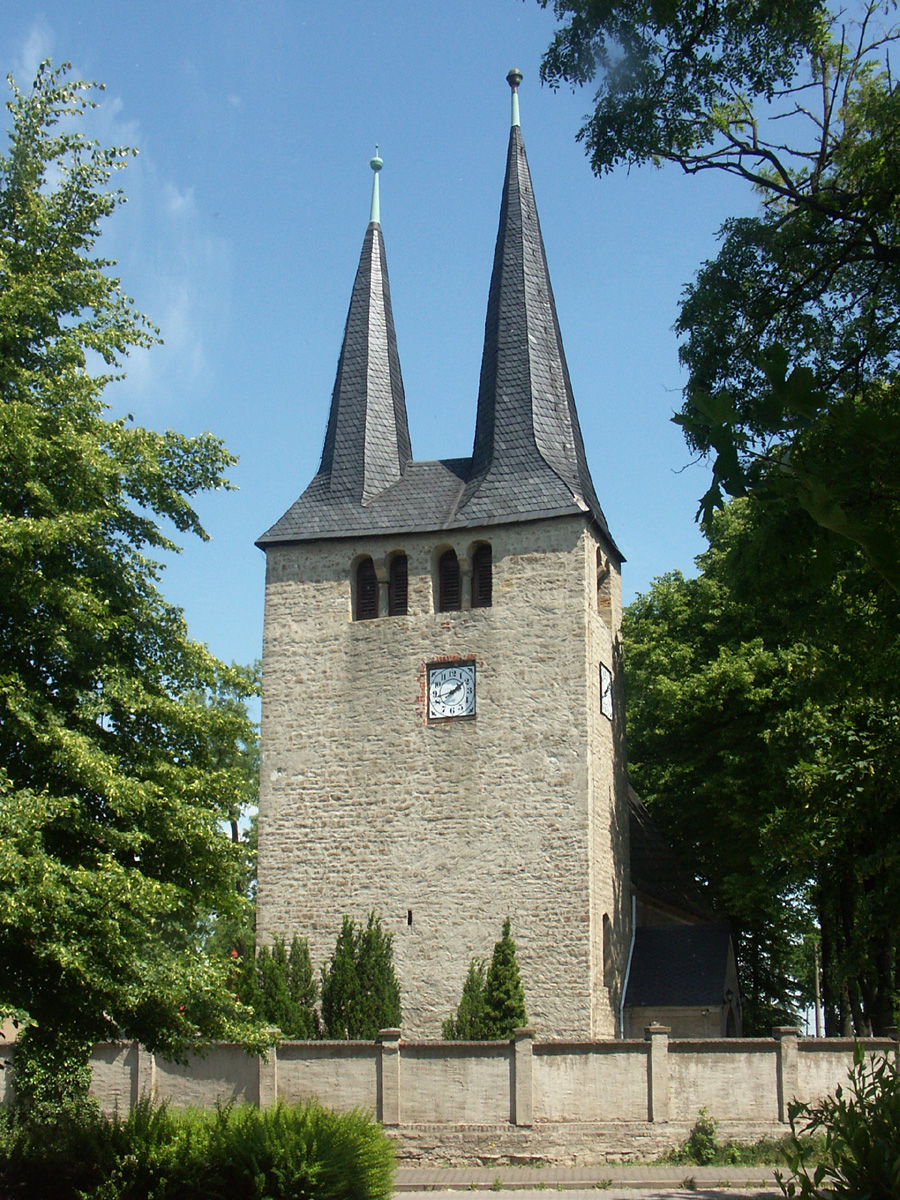
Eisdorf
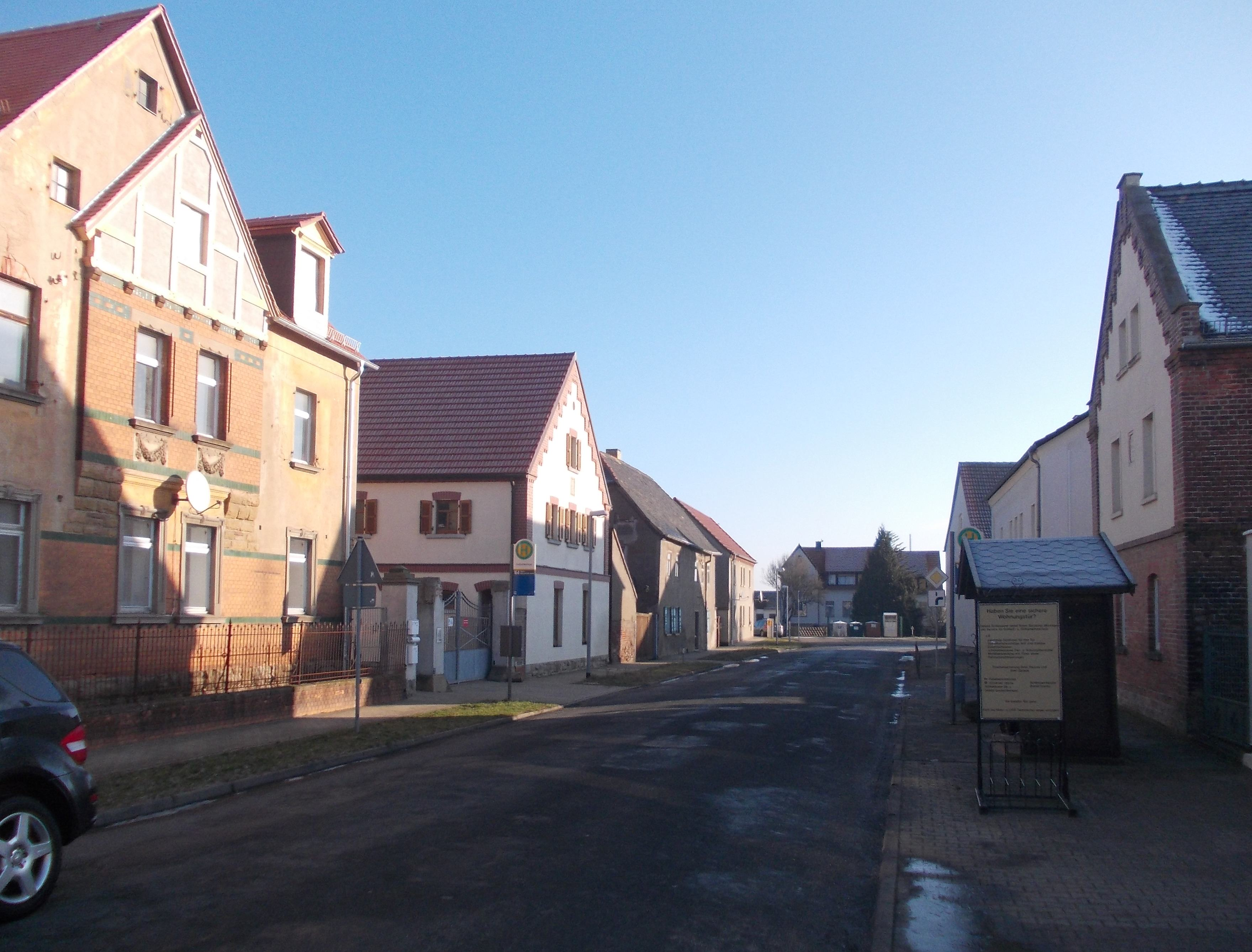
Großschkorlopp
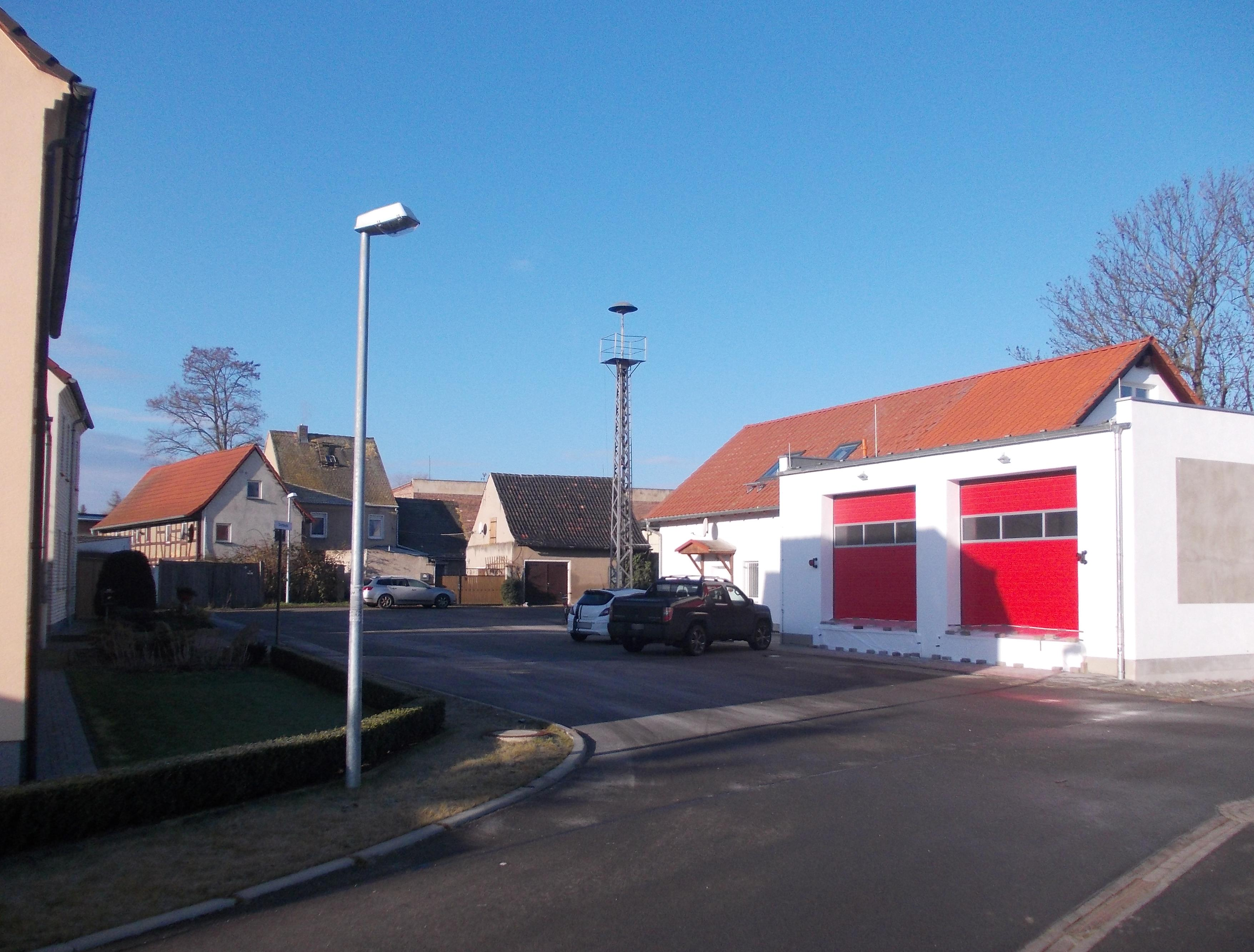
Kleinschkorlopp
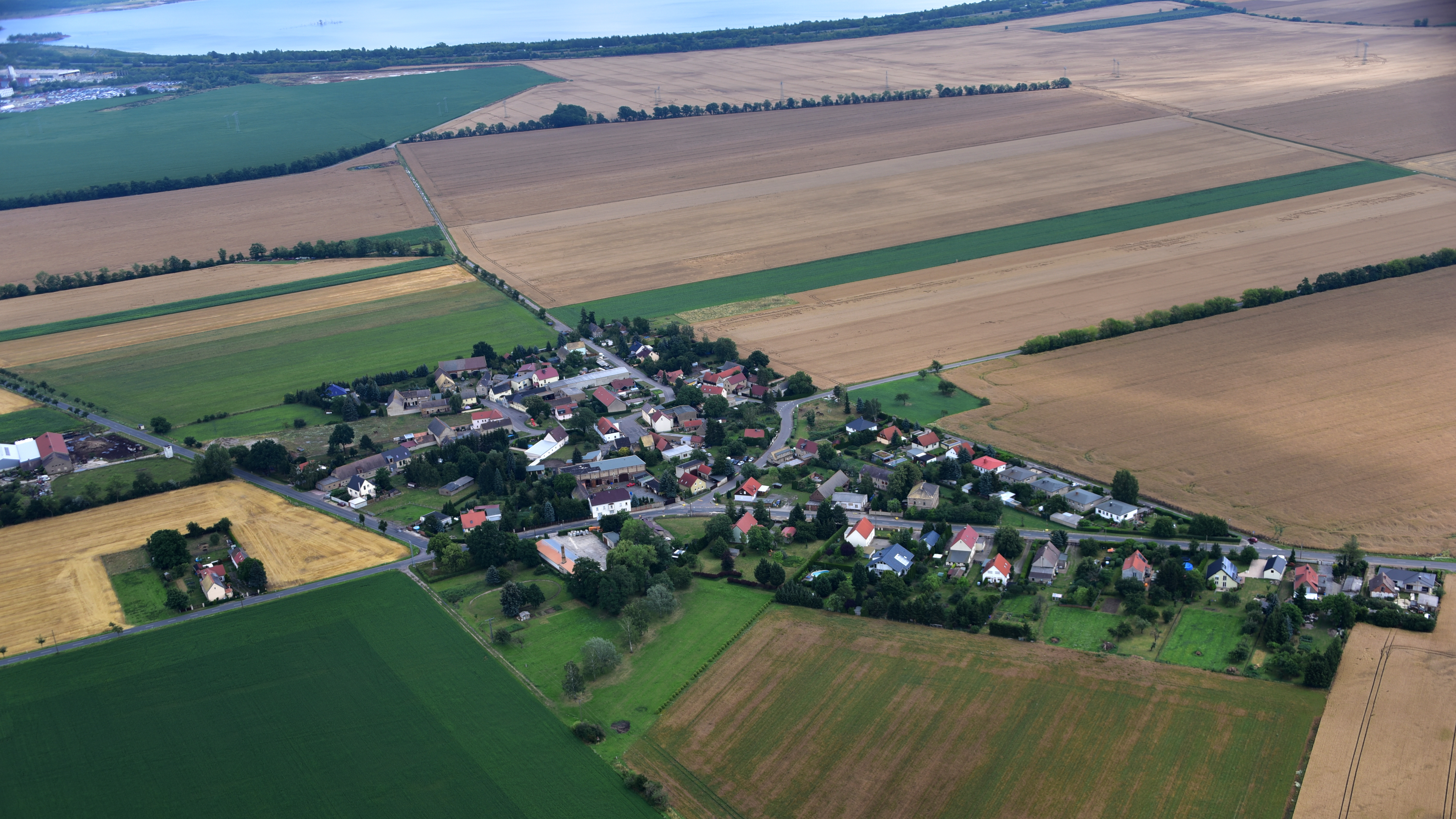
Kleinschkorlopp, Luftaufnahme (2017)
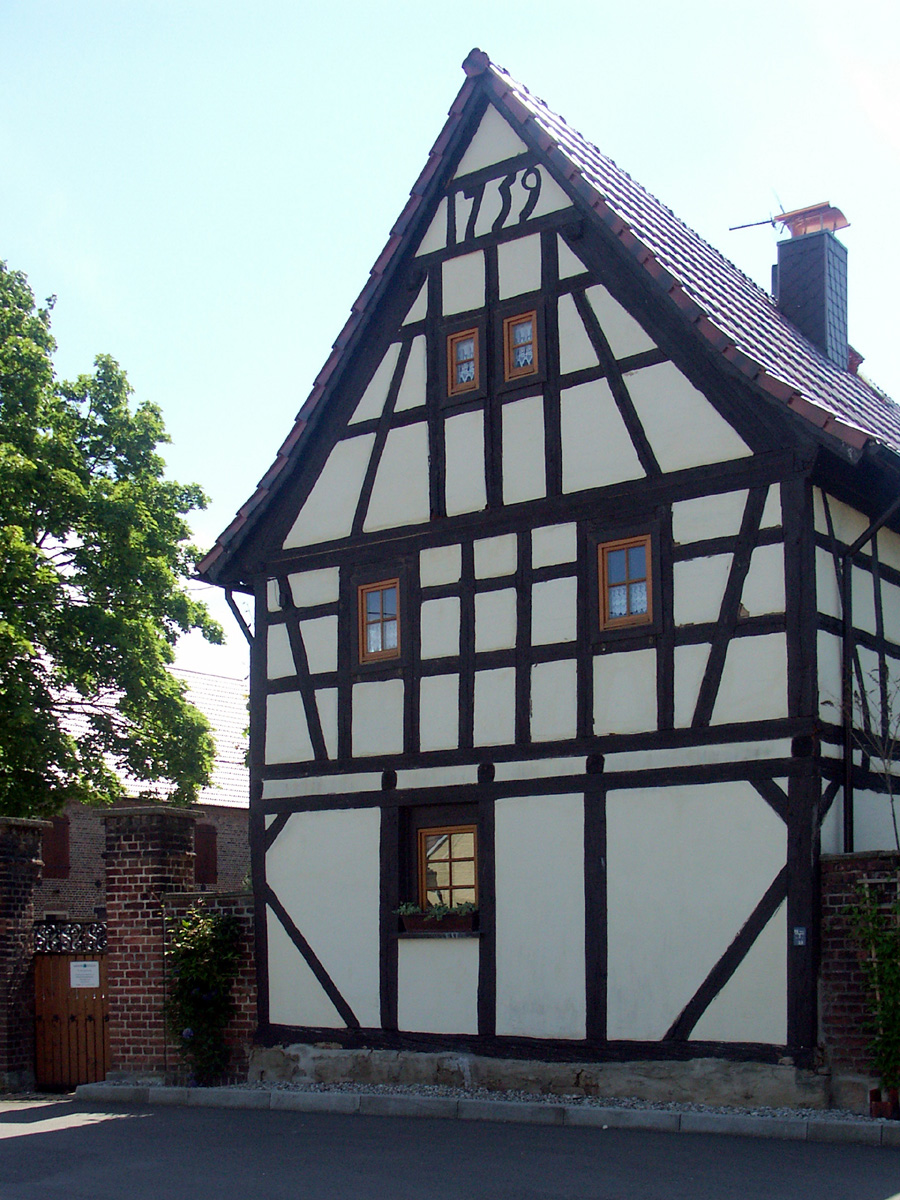
Löben
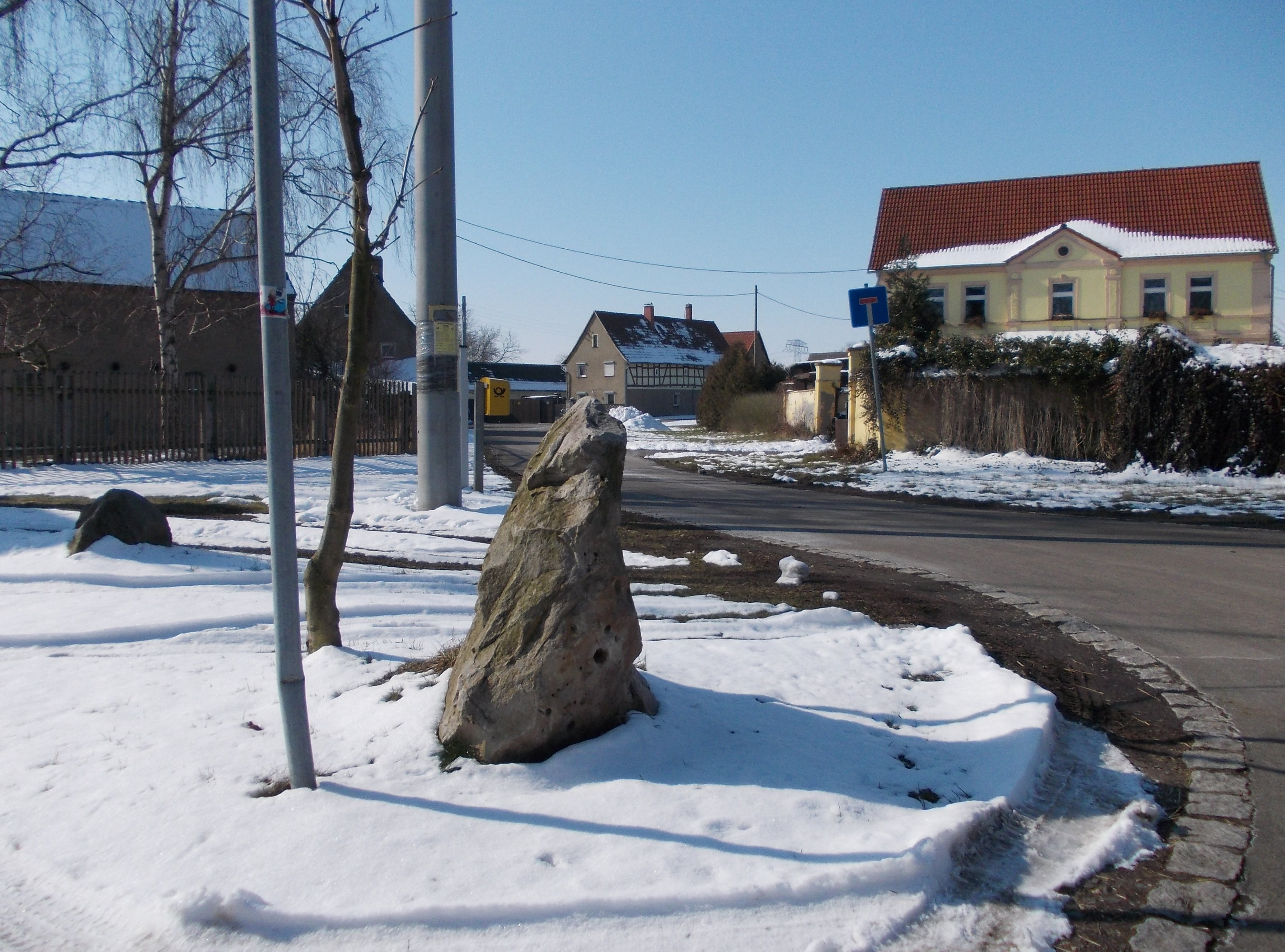
Peißen
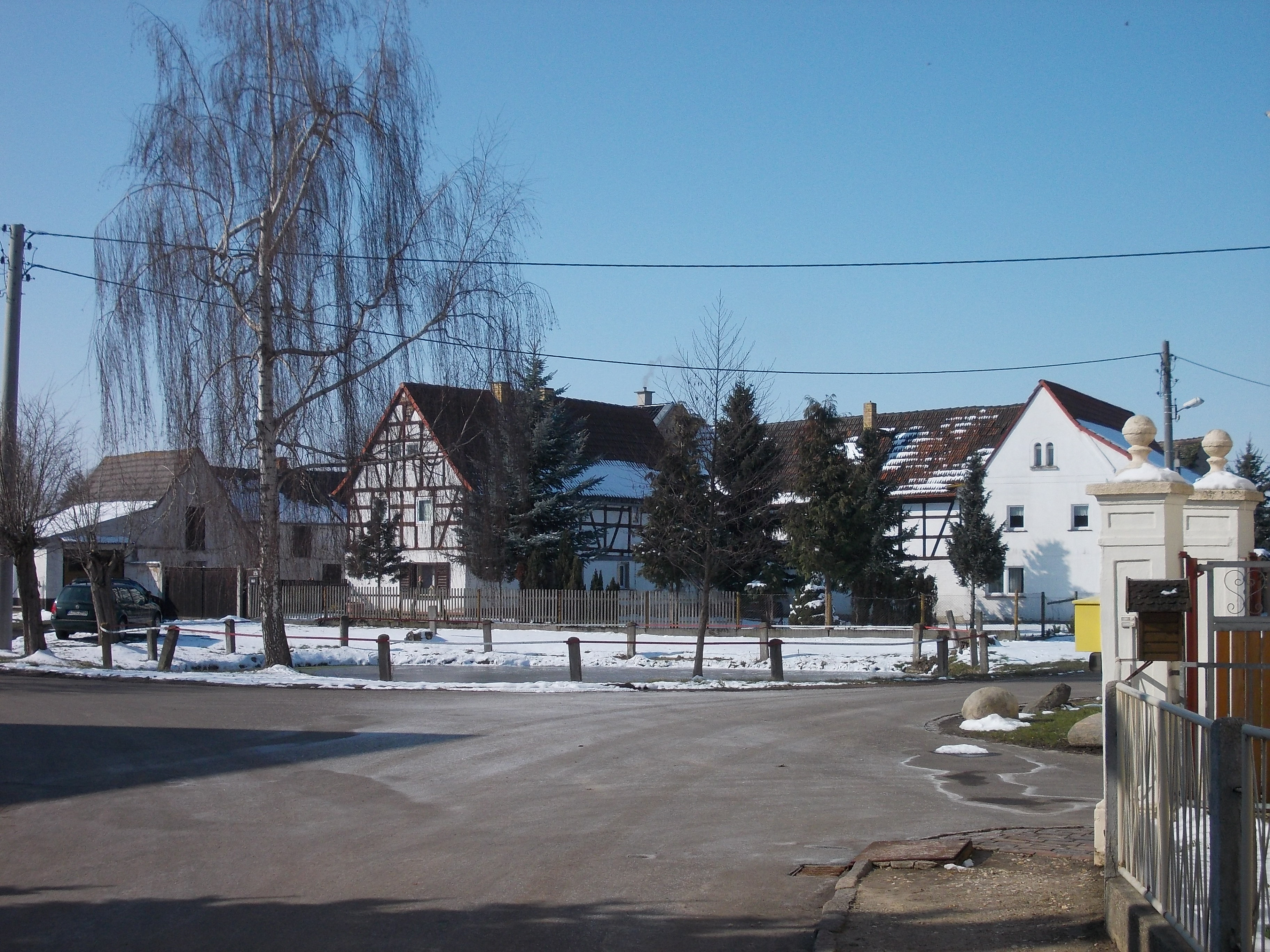
Scheidens
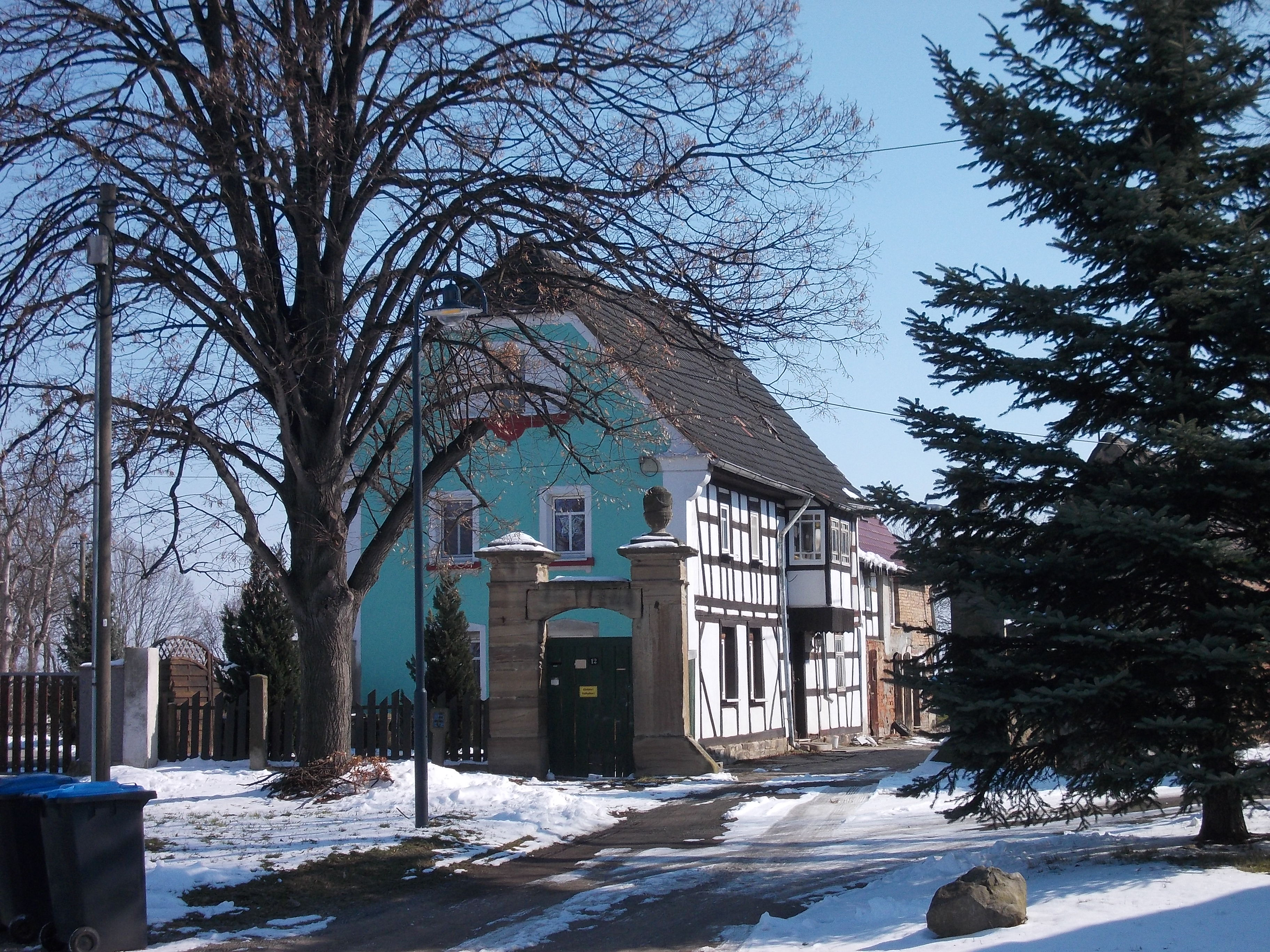
Seegel
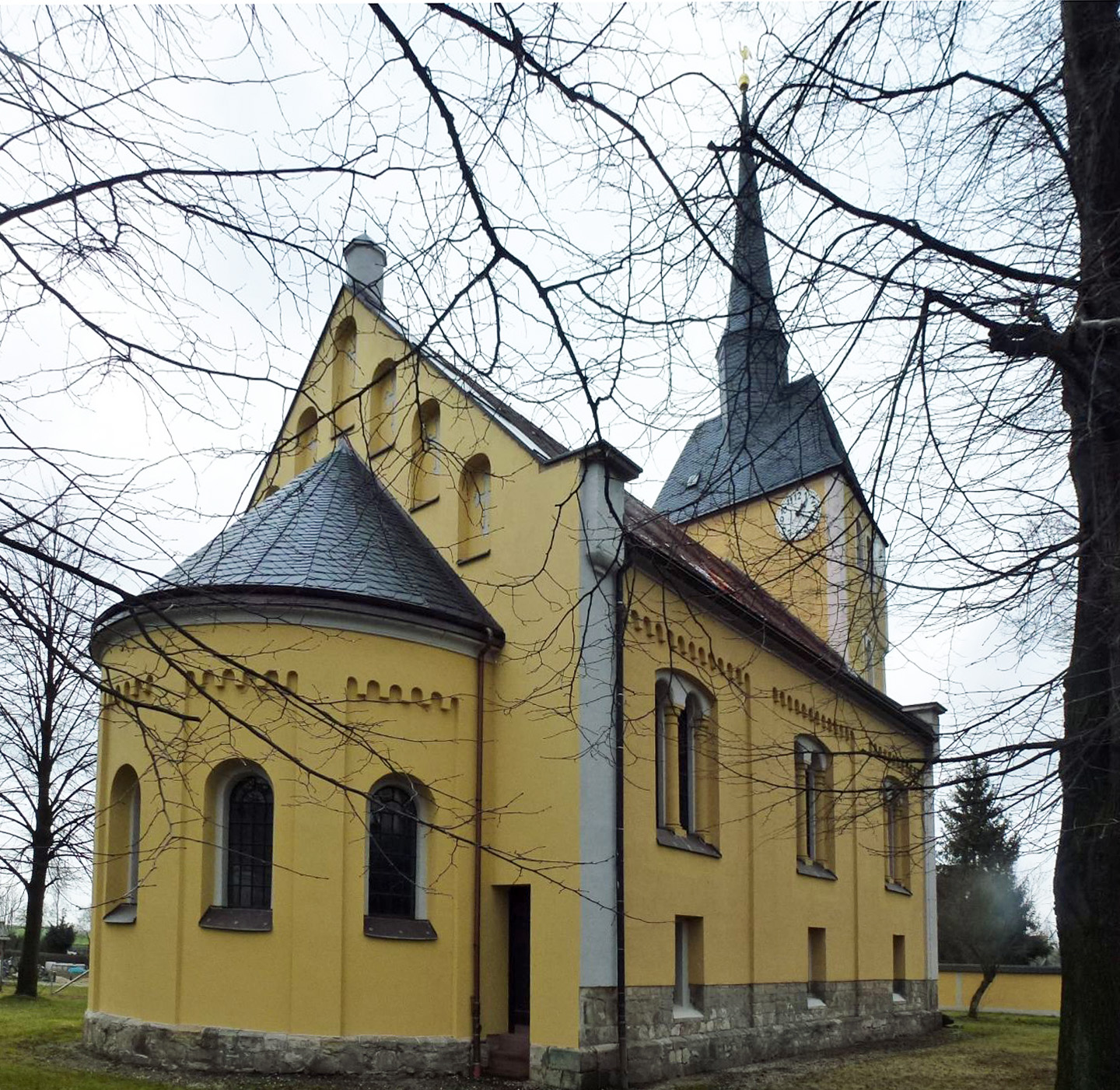
Werben

- Sittel

- Thesau
- Peißen

- Löben
- Seegel

- Werben
- Scheidens

- Großschkorlopp
- Kleinschkorlopp

- Eisdorf
- Großschkorlopp
- Kleinschkorlopp
- Kleinschkorlopp, Luftaufnahme (2017)
- Löben
- Peißen
- Scheidens
- Seegel
- Werben

## Geschichte

### Die Anfänge
Die erste Besiedlung des Gebietes erfolgte in der jüngeren Steinzeit (bis etwa 3000 v. Chr.), wie Funde aus dem benachbarten Eythra belegen. Um die Zeitenwende fanden sich in dem Gebiet Elbgermanen, zum Beispiel der Stamm der Hermunduren. Ab dem 6. Jahrhundert siedelten hier slawische Stämme, die die germanische Restbevölkerung vermutlich assimilierten und die bis ins 9./10. Jahrhundert die Region bevölkerten. Im 9. Jahrhundert begann im Zuge der deutschen Ostexpansion die langsame Verdrängung durch die Franken. Die Saale bildete die Grenze zwischen den Franken (westlich) und den Sorben (östlich). Dabei galt der Begriff Sorben vermutlich als Sammelbegriff für verschiedene slawische Stämme. In der Folgezeit wurden die Sorben durch einwandernde Franken, Thüringer, Bayern und Flamen verdrängt. Bis zum Ende des 13. Jahrhunderts war die deutsche Besiedlung des Gebietes vollendet.

Kirche Hohenlohe 1898

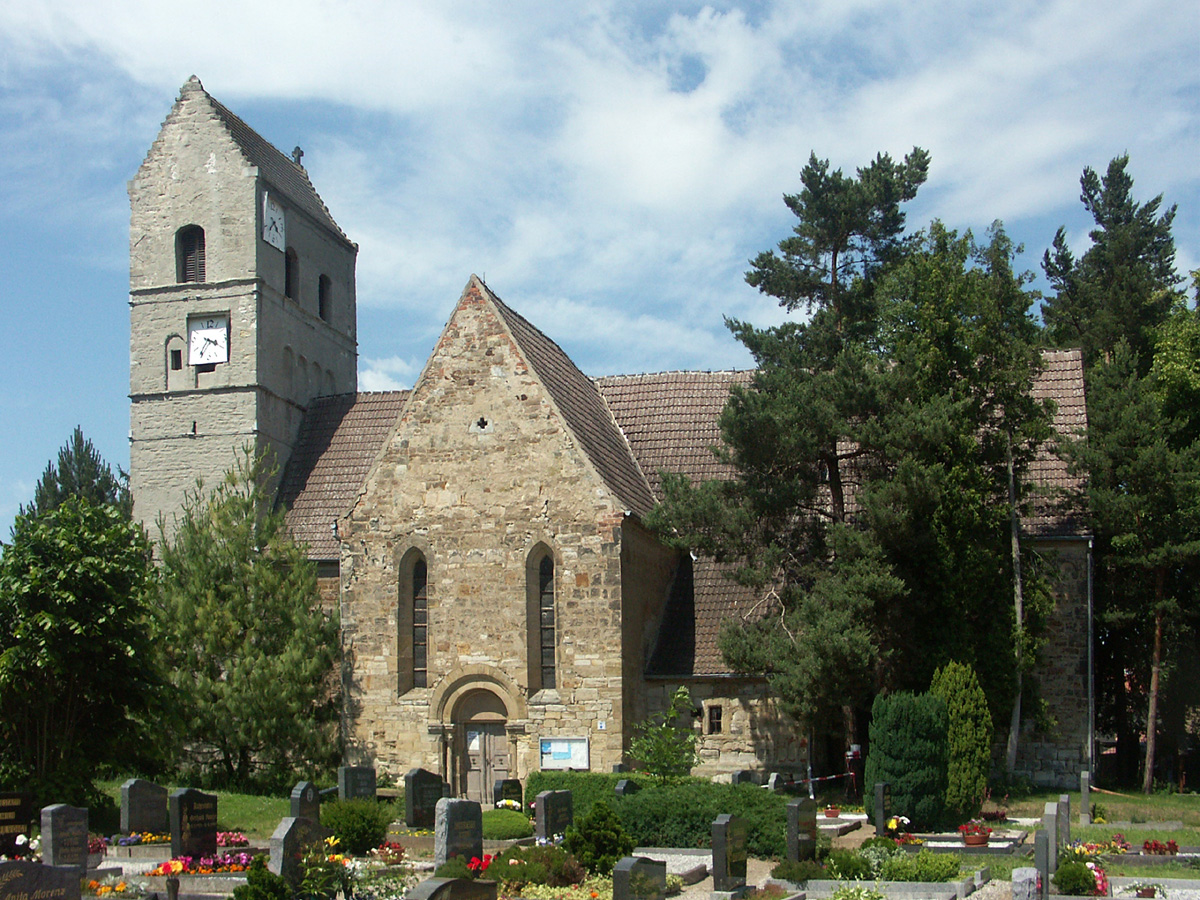
Die Hohenloher Kirche 2009

Die erste urkundliche Erwähnung Kitzens erfolgte 1073 in einer Klosterschrift, in der die Rede von Kämpfen zwischen Wiprecht von Groitzsch und „Fridericus de Cutze“ (Kitzen) ist.
Um 1150 entstand die Kirche in Hohenlohe. Zum Kirchensprengel Hohenlohe gehörten, neben Kitzen, fast alle heutigen Ortsteile der Gemeinde (außer Werben) und eine Reihe heute nicht mehr existierender Dörfer. Dies war der größte Sprengel des Stiftes Merseburg, und es entstand eine weitestgehend selbständige kirchliche und weltliche Eigenverwaltung. Es gab auch ein Zisterzienserinnenkloster, das aber noch vor 1230 nach Leipzig verlegt und dort zum Kloster St. Georg wurde. 1235 verlor der Sprengel seine Selbstständigkeit. Im Jahre 1277 verkaufte Markgraf Dietrich von Landsberg den Gerichtsstuhl Eisdorf an den Bischof des Hochstifts Merseburg Friedrich I. von Torgau. Dazu gehörten unter anderem die Dörfer Kitzen, Scheidens, Zitschen und Eythra. Bis ins 19. Jahrhundert blieb Kitzen dem Bistum Merseburg verbunden.

### Kitzen in Sachsen
Mit der Reformation, die sich auch im Gebiet um Kitzen durchsetzte, endete die weltliche Macht des Bistums, und nach einer Übergangszeit kam das Territorium als Hochstift Merseburg 1565 an Kursachsen und war von 1656 bis 1738 Teil des Herzogtums Sachsen-Merseburg. Es gehörte als sonstiges Gebiet zu keinem der sieben Kreise Kursachsens, hatte aber die übliche Ämtereinteilung. Die heutigen Ortsteile von Kitzen unterstanden bis auf Werben dem hochstift-merseburgischen Amt Lützen. Werben lag im kursächsischen Amt Pegau.
Unter Kurfürst August I. wurde 1577 zum Holztransport aus dem Vogtland der Elsterfloßgraben angelegt, der auch durch das Gebiet um Kitzen führte. Über die folgende Zeit ist für die Kitzener Region wenig überliefert, da das Gebiet im Dreißigjährigen Krieg stark in Mitleidenschaft gezogen wurde. Sicher ist nur, dass die Gegend mehrmals geplündert und fast alle Gebäude zerstört wurden. Viele Einwohner starben durch die Kriegseinwirkungen und die grassierende Pest. Nach dem Ende des Krieges 1648 kam der Wiederaufbau nur langsam in Gang. Erst Mitte der sechziger Jahre waren die Dörfer wieder halbwegs aufgebaut.

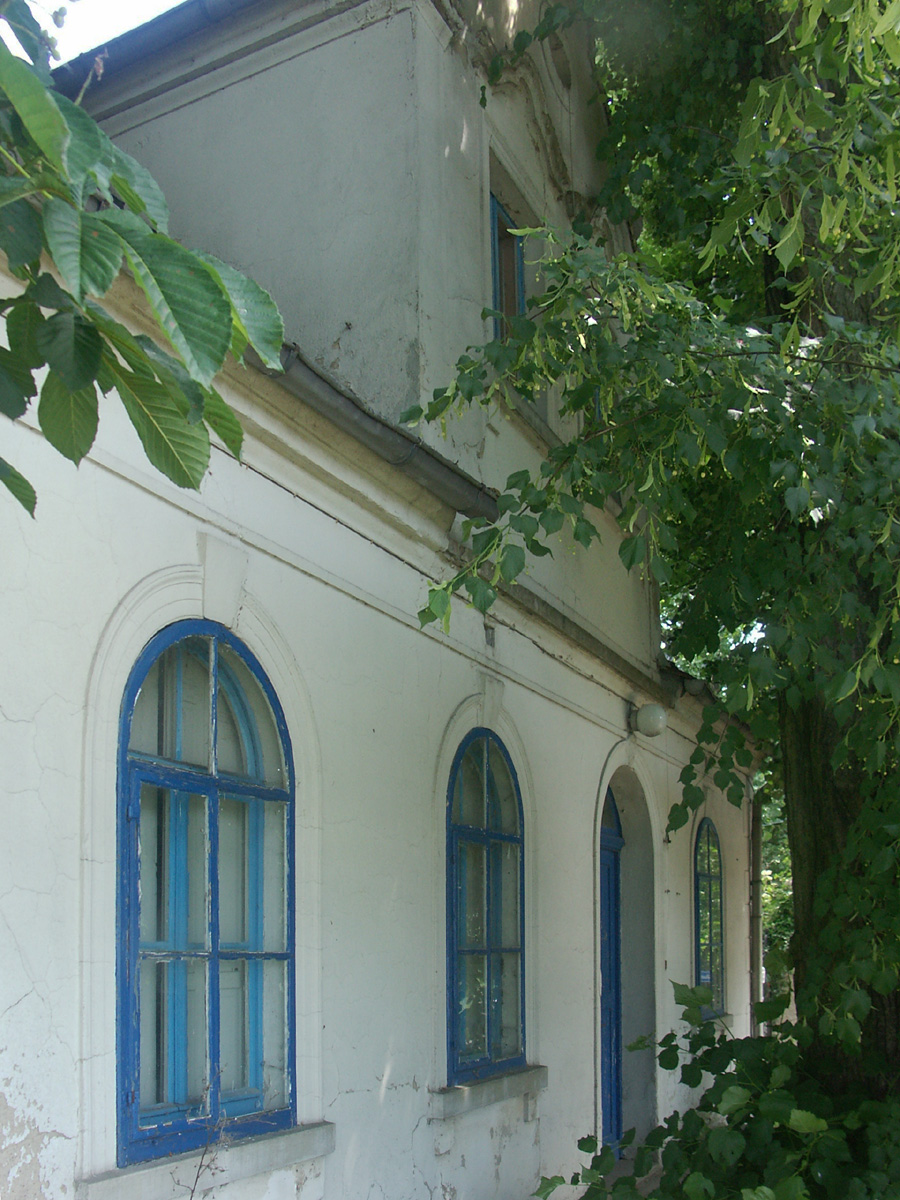
Ehemalige Schenke für Seegeler Brunnenwasser, 1901 von Theodor Berger errichtet und später von seinem Sohn Alfred Emil Berger weitergeführt

1646 wurde an einer zum heutigen Ortsteil Seegel gehörenden Stelle der Austritt einer Quelle berichtet. Diese erlangte bald über die Region hinaus Ruhm als Heil- und Gesundbrunnen. Sogar der Dresdner Hof ließ sich das Wasser in Fässern liefern. Obwohl die Quelle zwischenzeitlich versiegt gewesen sein soll, behielt sie bis in die Neuzeit hinein eine gewisse Bedeutung. 1898 wurde über der Quelle ein Brunnenhaus errichtet und an der Straße zwischen Sittel und Werben eine Schenke zum Vertrieb des Wassers betrieben, das bis in die 1970er Jahre privat und dann bis 1984 durch das Konsum Getränkekombinat vermarktet wurde. In den Gebäuden wohnten, vermittelt durch das Kulturamt der Stadt Leipzig, von 1994 bis 2004 Leipziger Künstler. Seit 2013 befinden sich hier Gästezimmer, eine Ferienwohnung und ein Veranstaltungsraum. Neben dem Brunnenhaus wurde eine quellwassergespeiste Kneippstrecke mit Barfußpfad angelegt.

Körner-Denkmal um 1860

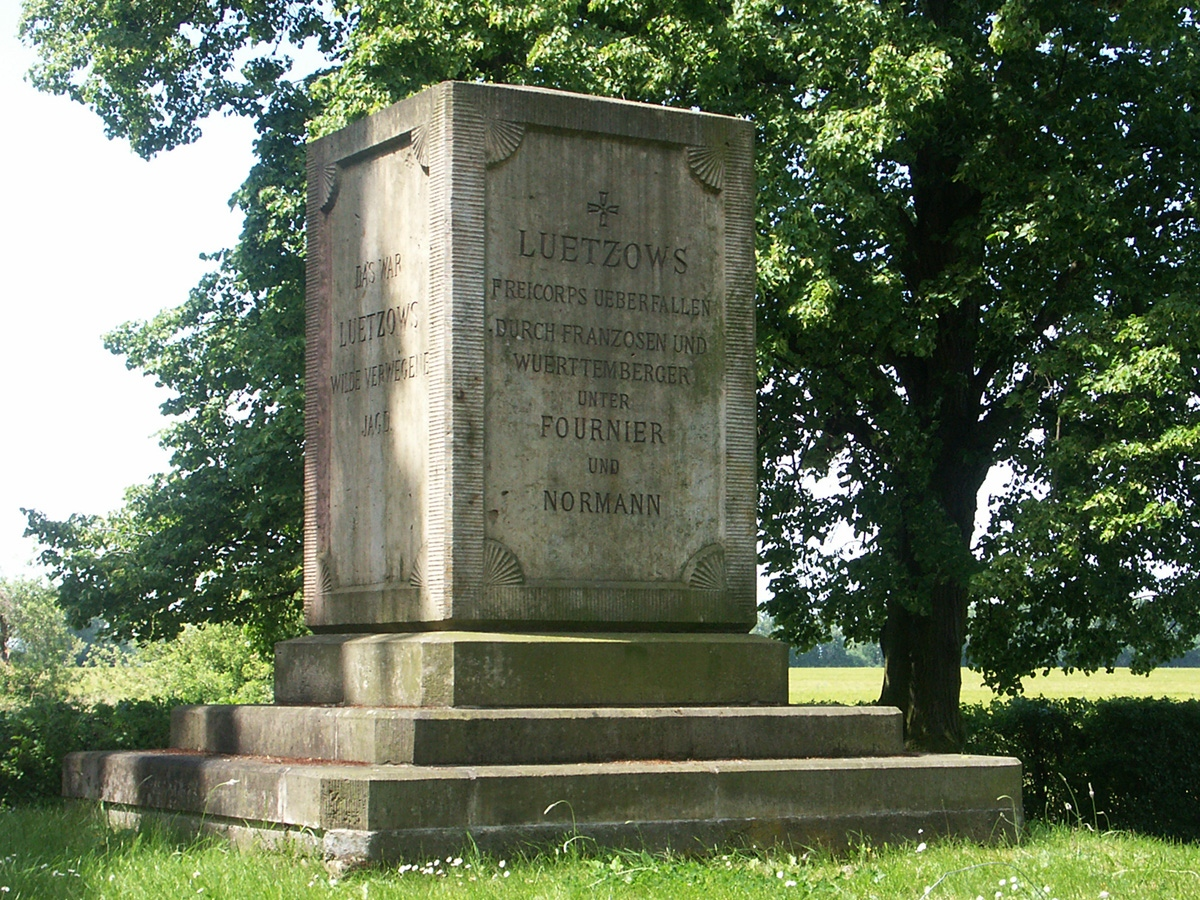
Lützow-Denkmal in Klein-Schkorlopp

1755 war die im Jahre 1714 abgebrannte Hohenloher Kirche wieder aufgebaut. Sie wurde allerdings 1785 wieder baufällig und musste erneut renoviert werden. 1786 stiftete die Gemeinde einen Holzaltar, der heute noch erhalten ist.
Ab 1806 war die Region stark von den Befreiungskriegen betroffen. Viele Gemeinden wurden durch Einquartierungen napoleonischer Truppen finanziell belastet. Unmittelbar ins Kriegsgeschehen wurde Kitzen aber erst im Frühjahr 1813 bei der Schlacht bei Großgörschen einbezogen, die ein Trümmerfeld hinterließ. Mitte Juni 1813 wurde das Lützowsche Freikorps, in dem auch Theodor Körner kämpfte, wegen einer Verspätung bei einem vereinbarten Truppenabzug trotz Waffenstillstandes in der Nähe von Kitzen von napoleonischen Truppen überfallen. 105 Lützower fielen, 90 wurden gefangen genommen und 300 flohen, darunter auch Lützow und der schwerverletzte Körner, der sich noch bis ins etwa 11 km entfernte Großzschocher schleppte. In der Region zeugen verschiedene Denkmale von diesen Tagen.

### Kitzen in Preußen
Auf dem Wiener Kongress verlor Sachsen wesentliche Teile seiner Territorien an Preußen. Diese gehörten ab 1815 zur preußischen Provinz Sachsen. Die elf zum Amt Lützen gehörenden Orte um Kitzen kamen mit dem Westteil des Amts Lützen und dem Ort Werben, dem einzigen preußisch gewordenen Ort des Amts Pegau, im Jahr 1816 zum Kreis Merseburg im Regierungsbezirk Merseburg.

Die Kirche in Werben um 1840

Im 19. Jahrhundert fanden Separation und Ablösung statt. Durch sie wurden die Bauern von ihrer seit Jahrhunderten existierenden Abhängigkeit befreit. Des Weiteren wurden die Feldmarken der Gemeinden verändert. Durch Aufteilung und Tausch wurden die Grenzen begradigt und neu festgelegt. In mehreren Dörfern wurden neue Ortsausgänge geschaffen und neue Wege errichtet. Es wurde festgelegt, dass die Anlieger die Wege instand halten müssen. Außerdem wurden die an die Kirche zu entrichtenden Abgaben neu geregelt. Die Schulen, bisher durch Abgaben der Einwohner finanziert, erhielten jetzt ihre Mittel anteilig aus den Gemeindesäckeln.
Anfang des 20. Jahrhunderts wurden die Gemeindestraßen Stück für Stück gepflastert. Ab 1911 wurden die Dörfer um Kitzen schrittweise an das Elektrizitätsnetz angeschlossen.
In den Ersten Weltkrieg zogen Mitglieder aus 26 Kitzener Familien. Weltwirtschaftskrise und Zweiter Weltkrieg brachten weiteres Leid. Militärische Auseinandersetzungen gab es in Kitzen erst im letzten Kriegsmonat. Am 18. April 1945 marschierten amerikanische Soldaten in Kitzen ein. Anfang Juli zogen die Amerikaner ab und Kitzen wurde Bestandteil der Sowjetischen Besatzungszone.

### Nach 1945
Ab September 1945 wurde die Bodenreform durchgesetzt. Großgrundbesitzer wurden enteignet. In Kitzen traf das nur auf das Rittergut zu. Am 23. November wurde das Land an 59 Kitzener aufgeteilt. In den umliegenden Gemeinden wurde entsprechend verfahren. In die Region kamen zahlreiche Kriegsflüchtlinge und Vertriebene aus den deutschen Ostgebieten, die im Jahre 1946 ca. ein Drittel der Bevölkerung stellten. Diese wurden im Rittergut oder zwangsweise bei Kitzener Familien untergebracht. Langsam normalisierte sich auch wieder das Kulturleben: Es gab Ende der 1940er Jahre den Volkschor Kitzen, eine Laienspielgruppe, eine Mandolinengruppe, einen Kleintierzüchterverein und verschiedene Tanzmusikkapellen.
Kitzen gehörte nun zum 1947 entstandenen Land Sachsen-Anhalt.

### Kitzen in der DDR

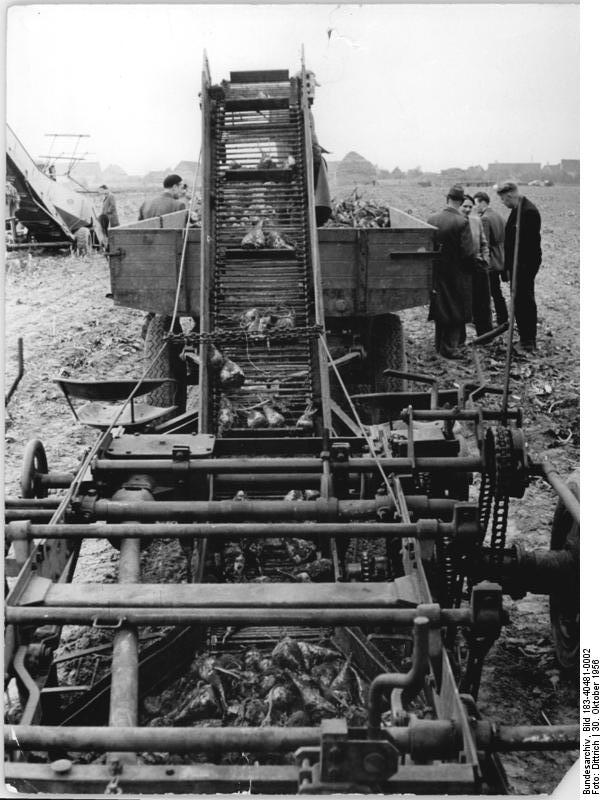
Eine aus einem Kartoffelroder 1956 in Kitzen entwickelte Rübenvollerntemaschine

Das blieb auch nach der Gründung der DDR 1949 zunächst so. 1950 wurden in einer Gemeindereform kleinere Dörfer zu größeren Gemeinden zusammengefasst. Das waren Kitzen, Scheidens und Schkorlopp, die nun zum Landkreis Weißenfels gehörten. 1952 wurden die Länder aufgelöst und die Bezirke gegründet. Kitzen und Umgebung kamen zum Kreis Leipzig-Land im Bezirk Leipzig.
Seit 1950 gab es eine Ortssatzung für Kitzen. Im selben Jahr wurde eine Kommission gebildet, die die Nummerierung der Häuser neu regeln sollte, und 1952 wurden Straßen im Gemeindegebiet benannt, die bis dato noch keine Namen hatten.
1949 entstand die Maschinen-Ausleih-Station (MAS), die 1952 in Maschinen-Traktoren-Station (MTS) umbenannt wurde. Hier konnten sich die Bauern Maschinen zu Bewirtschaftung der Felder ausleihen.
Von 1952 bis 1960 wurden die kleinbäuerlichen Betriebe in Landwirtschaftliche Produktionsgenossenschaften (LPG) eingegliedert. Wer nicht freiwillig Genossenschaftler wurde, wurde unter massivem Druck gesetzt. 1960 waren alle Einzelbauern in 14 Genossenschaften im Gemeindegebiet organisiert. Bis 1978 schlossen sich diese Genossenschaften schrittweise zur LPG Pflanzenproduktion „Fortschritt“ und den beiden LPG Tierproduktion „20. Jahrestag der DDR“ und „Theodor Körner“ zusammen.
1952 wurde das alte Herrenhaus in ein Kulturhaus umgewandelt. Es fanden Tanzabende, Kinovorstellungen und Theaterauftritte statt. Außerdem wurde im Haus eine Bibliothek eingerichtet. 1956 wurde eine Zweigstelle der Volksmusikschule und 1957 eine Gaststätte eröffnet. Bis 1961 wurde der Park am Kulturhaus mit Bänken und Bäumen als Erholungszentrum gestaltet. Seit 1981 begehen die Einwohner wieder das Kitzener Pfingstbier und seit 1983 gibt es ein Dorf- und Kinderfest in Werben.

### Nach 1990

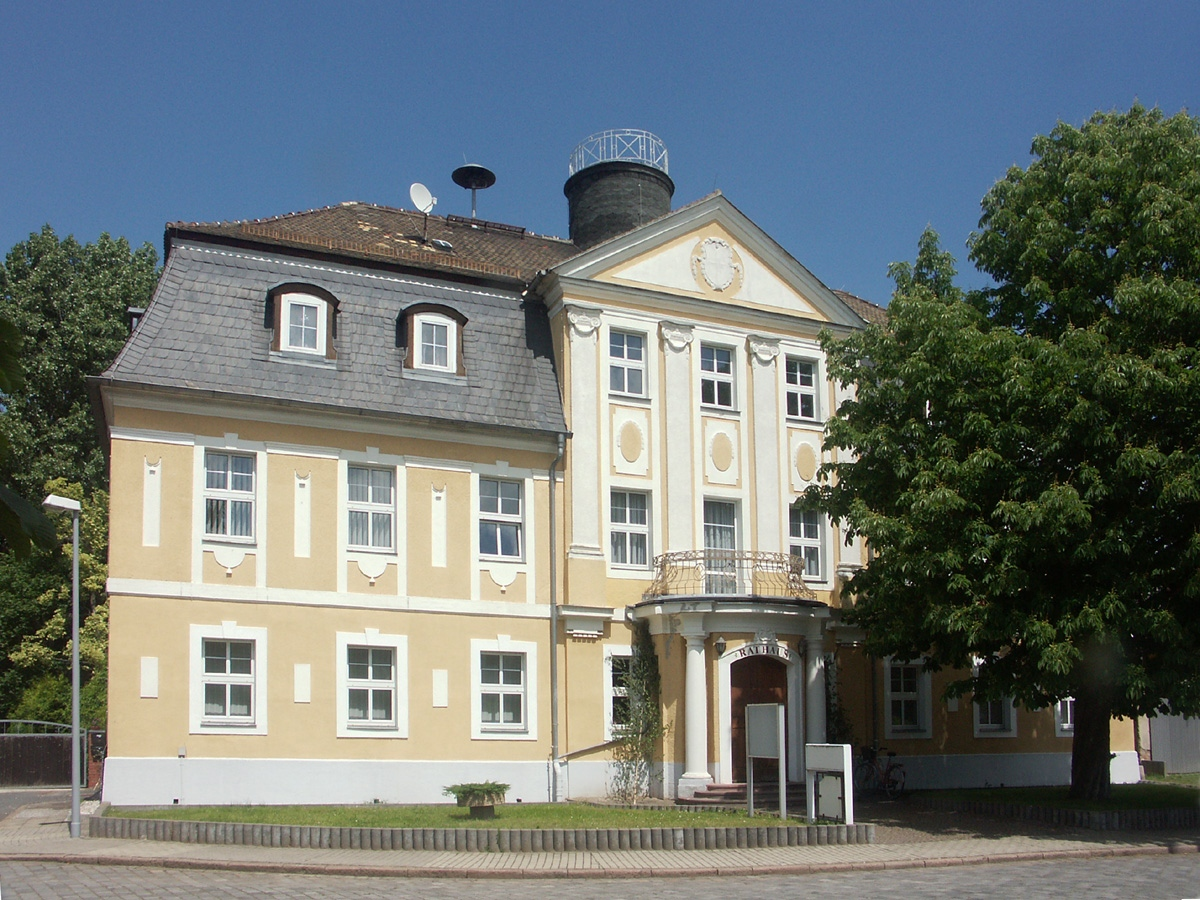
Ehem. Herrenhaus, nach 1992 Rathaus

Mit der Gründung des Freistaates Sachsen im Jahre 1990 gehörte Kitzen mit dem Kreis Leipzig wieder zu Sachsen. Im Jahre 1994 schlossen sich Kitzen, Scheidens und Schkorlopp zur Gemeinde Kitzen zusammen.
1992/93 wurde das Kulturhaus renoviert und beherbergte dann als Rathaus die Gemeindeverwaltung. Die LPGs wurden zur Agrarprodukte Kitzen e. G.

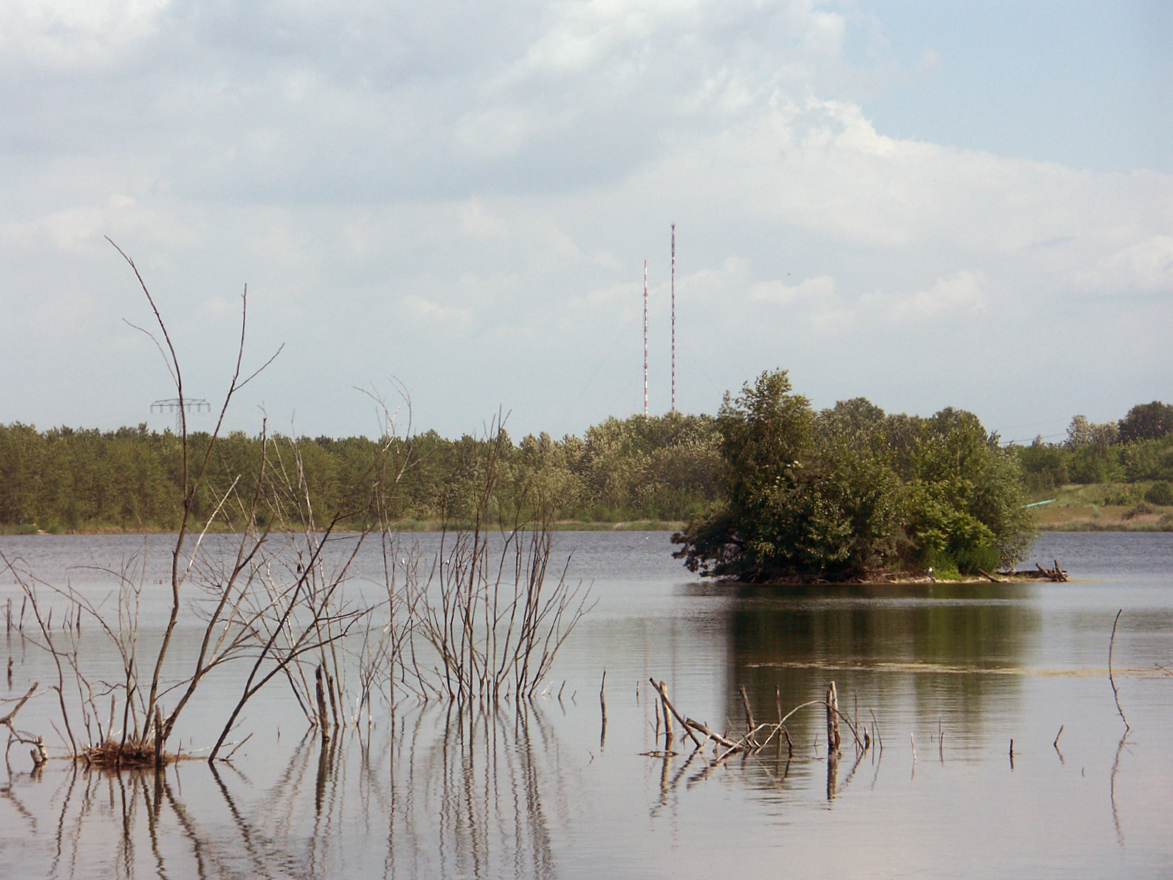
Renaturiertes Tagebaurestloch Werben

Notwendigerweise wurden in den letzten Jahren auch die Straßen und alle Ver- bzw. Entsorgungsleitungen erneuert. Das Tagebaurestloch Werben wurde renaturiert und der Floßgraben wurde wiederbelebt.
Am 1. Januar 2012 erfolgte die Eingemeindung Kitzens in die Stadt Pegau.
Sehenswert ist die Kitzener (Hohenloher) Kirche St. Nikolai. Ein Förderverein hat sich des Baudenkmals angenommen und mit der Sanierung begonnen. Zu den ersten Erfolgen gehört die Trockenlegung, die Sanierung des Südportals und der Beginn der Dachsanierung.

### Eingemeindungen
Hohenlohe wurde zwischen 1925 und 1939 eingemeindet. Eisdorf, Sittel und Thesau wurden am 20. Juli 1950 eingegliedert. Scheidens und Schkorlopp kamen schließlich am 1. Januar 1994 hinzu.
Schkorlopp war eine Gemeinde, die am 20. Juli 1950 durch Zusammenlegung der Vorläufergemeinden Großschkorlopp und Kleinschkorlopp entstanden war.
Scheidens hatte wiederum vermutlich bereits im Jahr 1947 Peißen und am 20. Juli 1950 Löben, Seegel und Werben eingemeindet.
Am 1. Januar 2012 wurde Kitzen in die Stadt Pegau eingegliedert.

## Söhne und Töchter der ehemaligen Gemeinde
- Rudolph Sack (1824–1900), Landmaschinenfabrikant in Leipzig, in Kleinschkorlopp geboren
- Alfred Emil Berger (1889–1972), Bildhauer und Unternehmer in Seegel